# Faro di Piave Vecchia
Il faro di Piave Vecchia si trova in corrispondenza della foce del Sile, detta, appunto, porto di Piave Vecchia, nel comune di Cavallino-Treporti. Si affaccia dunque sull'Adriatico, sulla sponda del fiume Sile lungo il confine tra il comune di Jesolo e quello di Cavallino.

## Storia
Un primo faro fu edificato per scopi militari, nel 1846, sotto il governo Austriaco. Distrutto dall'esercito tedesco durante la seconda guerra mondiale, fu ricostruito tra il 1949 e il 1951 dal Genio Civile di Venezia.
Dal 2004 è anche sede della Guardia Costiera di Jesolo, in seguito a lavori di sistemazione logistica. 
Durante il 2018 il faro è stato sottoposto a restauro.

## Architettura
Il faro, di forma cilindrica e a fasce bianche e nere, è alto 48 metri. La cima può essere raggiunta tramite una scala a chiocciola formata da 243 gradini in pietra d’Istria. Il segnale luminoso è visibile sino a 18 miglia di distanza.